# Rudy Giublesi
 (août 2015).
Rudy Giublesi est un joueur de football français évoluant au poste d'attaquant. Né le 21 mai 1980 à Haubourdin, il mesure 1,81 m pour 80 kg.

## Biographie
Il est sacré champion de Division 2 en 2000 avec le LOSC.

## Carrière
- 1998-99 :  LOSC Lille (D2), 6 matchs, 0 but
- 1999-00 :  LOSC Lille (D2), 18 matchs, 1 but
- 2000-01 :  US Créteil-Lusitanos (D2), 3 matchs, 0 but
- 2001-02 :  AS Angoulême (National), 27 matchs, 3 buts
- 2002-03 :  AS Angoulême (National), 37 matchs, 10 buts
- 2003-04 :  Stade brestois (National), 16 matchs, 0 but
- 2004-05 :  Trélissac FC (CFA), 27 matchs, 5 buts
- 2005-06 :  US Lesquin (CFA), 32 matchs, 6 buts
- 2006-07 :  US Lesquin (CFA), 31 matchs, 7 buts
- 2007-08 :  US Lesquin (CFA)
- 2008-09 :  SC Feignies (CFA 2)
- 2009-10 :  FC Annœullin (Promotion d'Honneur Régionale)
- 2010-11 :  ESC Illies (Promotion de Ligue)

## Palmarès
- Champion de France de D2 en 2000 avec le Lille OSC